# Maxie Rosenbloom
Max Everitt Rosenbloom, conocido por el apodo de Slapsie Maxie (1 de noviembre de 1907 – 6 de marzo de 1976) fue un boxeador, actor y presentador televisivo de nacionalidad estadounidense.

## Vida y carrera
Nacido en Leonard's Bridge, Connecticut, Rosenbloom fue apodado "Slapsie Maxie" por un periodista por su estilo de boxear con el guante abierto. En 1930, ganó el título de peso mediopesado de Nueva York, y en 1932 el Campeonato del Mundo de peso mediopesado, título que defendió y mantuvo hasta noviembre de 1934, cuando lo perdió ante Bob Olin. Como boxeador profesional, Rosenbloom dependía habitualmente de los puntos, y en sus combates sufrió miles de golpes en la cabeza, lo cual finalmente le causó un deterioro de sus funciones motoras.
En 1937 aceptó un papel en un film de Hollywood, convirtiéndose en un actor de carácter, interpretando a cómicos "grandes tipos" en películas como Each Dawn I Die. Tras retirarse del boxeo en 1939, dirigió varios nightclubs en San Francisco (California) y Los Ángeles, y continuó actuando en la radio, la televisión, y en diferentes películas. En la radio trabajó en varios episodios del Show de Fred Allen interpretándose a sí mismo, haciendo incluso un número con Marlene Dietrich. Rosenbloom hizo un importante papel televisivo en el drama Requiem for a Heavyweight, escrito por Rod Serling, y protagonizado por Jack Palance en el papel de un boxeador al final de su carrera.

## Fallecimiento
Maxie Rosenbloom falleció a causa de una Enfermedad de Paget en 1976 en South Pasadena, California. Tenía 68 años de edad. Fue enterrado en el Cementerio Valhalla Memorial Park de North Hollywood, Los Ángeles.
Rosenbloom fue aceptado en los siguientes Salones de la Fama:
- Salón de la Fama Ring Boxing, en 1972.
- Salón de la Fama International Jewish Sports, en 1984.[4] En 1929 había luchado contra otros cuatro boxeadores judíos en una velada benéfica llevada a cabo en el Madison Square Garden para conseguir fondos para ayudar a Palestina.
- Salón Mundial de la Fama del Boxeo, en 1985.
- Salón Internacional de la Fama del Boxeo, en 1993.